# Melaleucantha albibasis
Melaleucantha albibasis är en fjärilsart som beskrevs av Max Wilhelm Karl Draudt 1950. Melaleucantha albibasis ingår i släktet Melaleucantha och familjen nattflyn. Inga underarter finns listade i Catalogue of Life.